# الكسندر إل. جورج
الكسندر إل. جورج (بالإنجليزية: Alexander L. George)‏ هو عالم سياسة أمريكي، ولد في 31 مايو 1920 في شيكاغو في الولايات المتحدة، وتوفي في 16 أغسطس 2006 في سياتل في الولايات المتحدة.